# Mauro Alice
Mauro Alice (Curitiba, 1925 - São Paulo, 23 de novembro de 2010) foi um montador de cinema brasileiro.